# ルイ＝クロード・ダカン

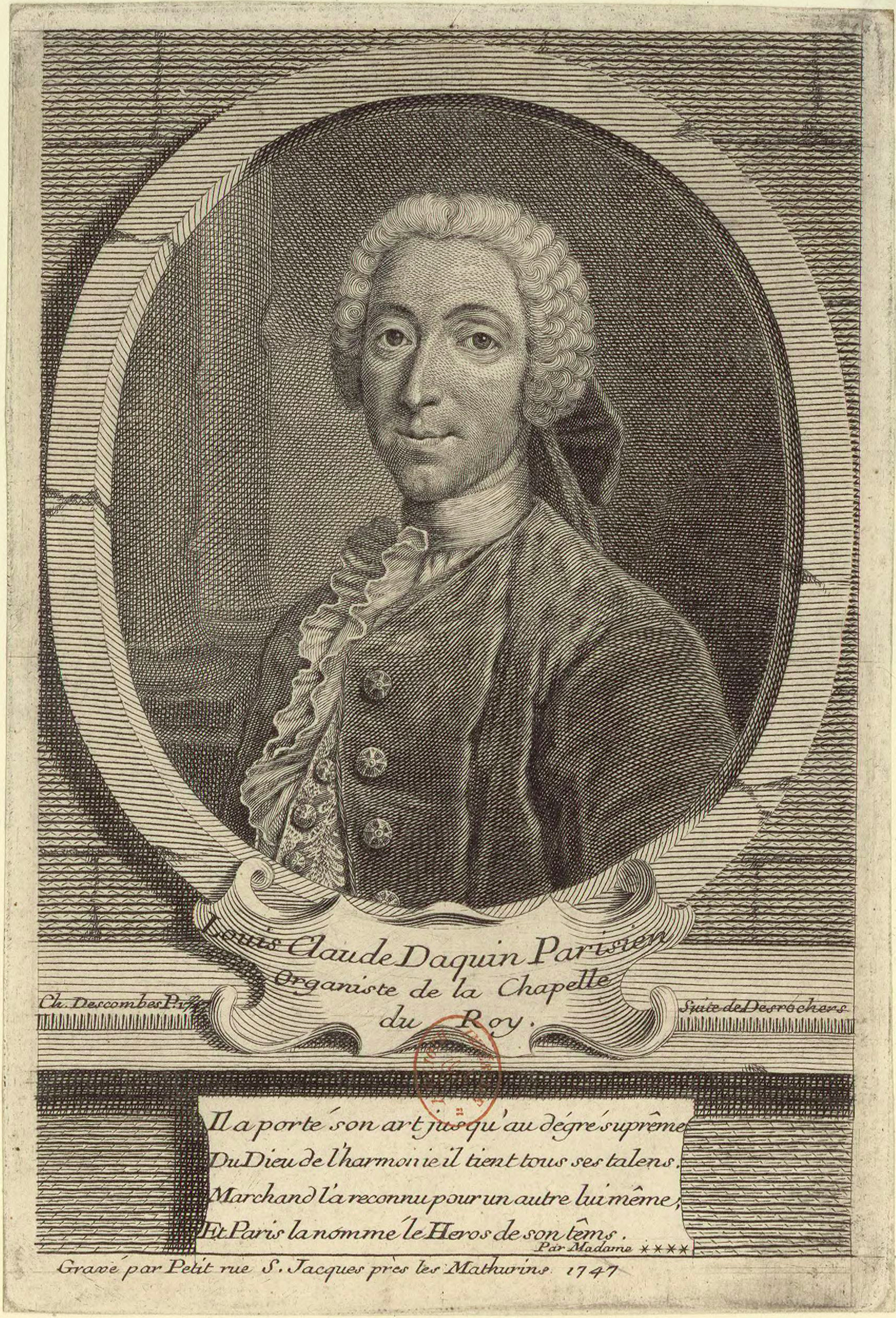
ルイ＝クロード・ダカン

ルイ＝クロード・ダカン（Louis-Claude Daquin, 1694年7月4日 - 1772年6月15日）はフランスの作曲家。オルガンやクラヴサンの練達の演奏家としても有名であった。洗礼名のひとつ「クロード」は、義理の叔母エリザベト＝クロード・ジャケ＝ド＝ラ＝ゲールの名声にちなんでいる。
パリの音楽家・楽器製造家の一族に生まれる。幼少期から神童の名をほしいままにし、6歳でルイ14世のために御前演奏を行なった。12歳のとき、サントシャペル教会のオルガニストの座を提供されるがそれを拒否、プチ・サンタントワーヌ教会オルガニストに就任した。1727年には、ジャン＝フィリップ・ラモーを出し抜き、サン・ポール教会オルガニストに就任、それから5年後にはコルドリエ教会オルガニストに就任した。1739年には王宮オルガニストに着任、1755年にはアントワーヌ・カルヴィエールの後を襲って、ノートルダム大聖堂オルガニストの称号を手にした。
現存する作品は、4つのクラヴサン組曲、オルガン及びクラヴサンのためのノエル集、カンタータ、air à boire（酒飲み唄） がある。中でも有名なのが、『かっこう Le Coucou 』と『スイスのノエル Noël Suisse 』である。